# Meat the Truth
Meat the truth é um documentário holandês de 2007 dirigido por Karen Soeters e Gertjan Zwanikken e apresentado pela deputada holandesa à Câmara dos Representantes Marianne Thieme. O filme tem como tema o papel da bio-indústria no aquecimento global.